# 안드레아 카시라기
안드레아 알베르 피에르 카시라기(프랑스어: Andrea Albert Pierre Casiraghi, 1984년 6월 8일~)는 모나코 공녀 카롤린과 이탈리아의 기업가 스테파노 카시라기의 장남이다. 레니에 3세와 그레이스 켈리의 외손자이다.

## 같이 보기
- 그리말디가